# Псевдо-Гебер

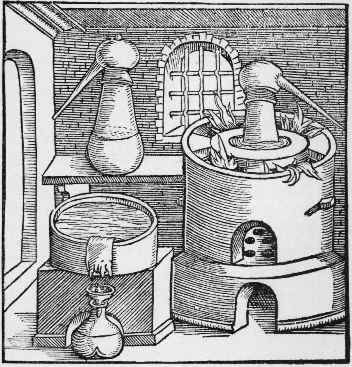
Печь для дистилляции (Псевдо-Гебер, XIV в.)

Псевдо-Гебер или Латинский Гебер (лат. Geber latinus) — так называют европейского алхимика XIII века, писавшего свои произведения под псевдонимом «Гебер». Поскольку под таким же именем в Европе был известен арабский алхимик IX века Джабир ибн Хайян, среди алхимиков XIV века было распространено мнение, что «Гебер» XIII века тождественен арабскому учёному. Книга Псевдо-Гебера Summa perfectionis является одним из важнейших алхимических трактатов позднего средневековья. По мнению Уильяма Ньюмана, под этим псевдонимом скрывался итальянский алхимик Павел из Таренто.
В XIV веке в Европе получили широкое распространение приписываемые Геберу сочинения «Сумма совершенств, или учение о высоком искусстве облагораживания металлов» (Summa perfectionis), «Книга об исследовании облагораживания металлов» (Liber de investigatione perfectionis), «Книга о философских печах» (Liber fornacum) и другие алхимические трактаты. Предполагается, что эти трактаты написаны испанским алхимиком, подлинное имя которого осталось неизвестным. От имени легендарного арабского учёного он систематически изложил сведения по теории и практике алхимии. В сочинениях Псевдо-Гебера приводится множество сведений из области практической алхимии. В частности, описывается аппаратура для различных химических операций: дистилляции, сублимации, фильтрации, коагуляции (отверждение) и других, а также способы отделения золота от серебра и серебра от свинца. Исторически важно и то, что Псевдо-Гебер описал сильные минеральные кислоты, в частности, азотную кислоту, которую впоследствии стали называть «крепкой водкой» (aqua fortis), и серную кислоту. Им описана также и «царская водка» (aqua regis), которую он получал перегонкой селитры, купороса, квасцов и нашатыря.

## Труды
- Pseudo-Geber. The Summa Perfectionis of Pseudo-Geber: A Critical Edition, Translation and Study / A critical edition, translation and study by William R. Newman. — BRILL, 1991. — 785 p. — ISBN 978-9004094642.